# Joan Enric Vives i Sicília
Joan-Enric Vives i Sicília (tiếng Catalunya: [ʒuˈan ənˈriɡ ˈbiβəz i siˈsili.ə]; sinh ngày 24 tháng 7 năm 1949) là một giám chức người Tây Ban Nha của Giáo hội Công giáo hiện đang đảm nhận vai trò giám mục của Giáo phận Urgell kiêm Đồng Thân vương Andorra. Ông được Giáo tông Franciscus phong tước hiệu Tổng giám mục ad personam vào năm 2019.

## Đời sống cá nhân
Vives i Sicília sinh năm 1949 tại Barcelona, là con trai thứ ba của Francesc Vives i Pons và Cornèlia Sicília Ibáñez, những người bán lẻ nhỏ. Ông vào Chủng viện năm 1965 và học ngành Nhân văn, Triết học và Thần học. Năm 1974, Vives được thụ phong linh mục tại giáo xứ quê hương Santa Maria del Taulat de Barcelona. Cha Vives i Sicília sau đó được đề cử làm Giám mục phụ tá của Barcelona (và Giám mục hiệu tòa Nona) vào năm 1993, và được tấn phong giám mục, trở thành thành viên của Hội đồng Giám mục Tây Ban Nha. Giáo hoàng John Paul II đã đề cử ông làm Giám mục phó của Urgell năm 2001. Khi người tiền nhiệm Joan Martí Alanis nghỉ hưu vào năm 2003, ông đã kế vị ông với tư cách là Giám mục Urgell vào ngày 12 tháng 5 năm 2003, và do đó là Đồng thân vương của Andorra tại Công quốc Andorra nằm trên đỉnh núi Pyrenees. Vào ngày 10 tháng 7 năm 2003, ông đã thực hiện Lời thề hiến pháp với tư cách là đồng thân vương mới của Andorra tại "Casa de la Vall", Andorra la Vella. Vives i Sicília sau đó được ban chức danh Tổng giám mục như một danh hiệu của cá nhân bởi Giáo hoàng Benedict XVI vào tháng 3 năm 2010 (Giáo phận do ông cai quản không phải là một tổng giáo phận).

## Tông truyền
Tổng giám mục Joan-Enric Vives i Sicília được tấn phong giám mục vào năm 1993, thời Giáo tông Ioannes Paulus Ⅱ, bởi:
- Giám mục chủ phong: Tổng giám mục Ricardo María Carles Gordó, Tổng giám mục Chính tòa Tổng giáo phận Barcelona.
- Hai giám mục phụ phong: Hồng y Jubany Arnau, nguyên Tổng giám mục Chính tòa Tổng giáo phận Barcelona và Hồng y Antonio María Javierre Ortas S.D.B., Hồng y đẳng phó tế Hiệu tòa Nhà thờ Santa Maria Liberatrice a Monte Testaccio.

Tổng giám mục Joan-Enric Vives i Sicília là giám mục phụ phong cho:
- Giám mục Octavi Vilà Mayo O.Cist. vào năm 2024.
- Giám mục Josep-Lluís Serrano Pentinat vào năm 2024.

## Khen thưởng
- Huân chương Chúa Kitô đẳng Đại Thập tự của nước Cộng hòa Bồ Đào Nha (5 tháng 3 năm 2010).[3][4]